# 漢諾威公園 (伊利諾伊州)
漢諾威公園（英語：Hanover Park）是位於美國伊利諾伊州庫克縣和杜佩奇縣的一個村落。

## 地理
漢諾威公園的座標為41°58′44″N 88°08′46″W / 41.97889°N 88.14611°W，而該地最高點為海拔高度244米（即801英尺）。

## 人口
根據2010年美國人口普查的數據，漢諾威公園的面積為16.67平方千米，當中陸地面積為16.40平方千米，而水域面積為0.27平方千米。當地共有人口37973人，而人口密度為每平方千米2,277人。